# كأس أرمينيا 2016–17
كأس أرمينيا 2016–17 هو الموسم 26 من كأس أرمينيا. أقيم خلال الفترة 21 سبتمبر 2016 وحتى 24 مايو 2017، وأشرف على تنظيمه اتحاد أرمينيا لكرة القدم، وكان عدد الأندية المشاركة فيه 8، وفاز فيه نادي شيراك.